# Râul Sirca
Râul Sirca este un curs de apă, afluent al râului Valea Mare. 

## Hărți
- Harta Munților Vlădeasa